# Ninko
Keizer Ninko (仁孝天皇, Ninko-tenno, 16 maart 1800 – 21 februari 1846) was de 120ste keizer van Japan, volgens de traditionele opvolgvolgorde. Hij regeerde tijdens de Edoperiode. Hij volgde zijn vader op. Zijn persoonlijke naam was Ayahito-shinnō (恵仁親王).
* Regent Jingu staat niet op de traditionele lijst.